# Ladislav Burlas
Ladislav Burlas (* 3. April 1927 in Trnava; † 11. Februar 2024 in Bratislava) war ein slowakischer Komponist und Musikwissenschaftler.

## Leben
Nachdem er 1946 das Gymnasium in Trnava absolviert hatte, studierte Ladislav Burlas 1946–1951 Komposition bei Alexander Moyzes und Dirigieren am Konservatorium Bratislava sowie Musikwissenschaft an der Philosophischen Fakultät der Comenius-Universität Bratislava. Er promovierte mit einer Dissertation zu Cantus Catholici – prispevok k analýze hudby feudálnej spoločnosti na Slovensku (Cantus Catholici – ein Beitrag zur Analyse der Musik der feudalen Gesellschaft in der Slowakei). Ab 1951 studierte er Komposition ebenfalls bei Alexander Moyzes an der Akademie der Darstellenden Künste, der nunmehrigen Hochschule für Musische Künste Bratislava (Vysoká škola múzických umení v Bratislave – VŠMU). 1951–1990 arbeitete er am Institut für Musikwissenschaft der Slowakischen Akademie der Wissenschaften (SAV) in Bratislava. 1964–1974 war er Direktor des Instituts. Daneben war er Lektor für Musikgeschichte und Musiktheorie an der Comenius-Universität, an der Akademie der Darstellenden Künste und weiteren Universitäten. 1966 habilitiere er, 1993 wurde er zum Professor ernannt. 2001–2005 war er Dekan der Fakultät für Darstellende Kunst der Akademie der Künste in Banská Bystrica.
Das Œuvre von Ladislav Burlas umfasst Instrumentalmusik aus verschiedenen Gattungen, insbesondere für Orchester, Kammermusik, Klavierwerke und andere Stücke für Soloinstrumente. Einen großen Anteil im Katalog haben Chorwerke und einzelne Chorsätze sowie Stücke mit pädagogischem Ansatz. Gegenüber dem kompositorischen Schaffen standen seine musikwissenschaftlichen Arbeiten in einzelnen Lebensphasen im Vordergrund seines Wirkens. Diese umfassen Themen zur älteren und neueren slowakischen Musikgeschichte, musiktheoretische Probleme, vergleichend-systematische Musikwissenschaftsdisziplinen, Fragen der Genese der slowakischen Nationalmusik und Studien zu den Begründern der slowakischen musikalischen Moderne im 20. Jahrhundert wie Eugen Suchoň, Alexander Moyzes, Ján Cikker und anderen. Burlas ist Autor von mehr als 150 musikwissenschaftlichen Werken, Monographien, Studien, wissenschaftlichen Texten, Artikeln, Reflexionen und Profilen.

## Preise und Auszeichnungen (Auswahl)
- 1966: Mikuláš Schneider-Trnavský-Preis für die Kinderchorstudien Padá lístie zlaté (Goldene Blätter fallen)
- 1998: Preis der Stadt Trnava
- 2002: Ehrenmedaille der Matej Bel-Universität Banská Bystrica
- 2006: Goldene Medaille der Matej Bel-Universität Banská Bystrica
- 2008: Pribin-Kreuz II. Klasse für bedeutende Beiträge zur kulturellen Entwicklung der Slowakischen Republik
- 2010: Pavel Strauss-Preis für bleibende Verdienste um Kultur und Kunst
- 2018: Preis des Kulturministeriums der Slowakischen Republik für das Lebenswerk aktiver Arbeit im Bereich der slowakischen Musikkultur
- 2021: Jozef Kresánek[2]-Preis für das musikwissenschaftliche Lebenswerk

## Musikwissenschaftliche Publikationen (Auswahl)
- Realistické tradície slovenskej hudby (Wirkliche Traditionen der slowakischen Musik), Martin, 1952 (slowakisch)
- Alexander Moyzes, Bratislava, 1956 (slowakisch)
- Slovenská hudobná moderna (Slowakische Musikmoderne), Obzor, Bratislava, 1983 (slowakisch)
- Pohľady na súčasnú slovenskú hudobnú kultúru (Einblicke in die zeitgenössische slowakische Musikkultur), Bratislava, 1987 (slowakisch)
- Teória hudobnej pedagogiky (Theorie der Musikpädagogik), Prešov, 1997 (slowakisch)
- Hudba – komunikatívny dynamizmus (Musik – kommunikativer Dynamismus), Bratislava, 1998 (slowakisch)
- Hudba – želania a rezultáty: zobrané muzikologické spisy z rokov 1957-1999 (Musik – Wünsche und Ergebnisse: Gesammelte musikwissenschaftliche Schriften von 1957–1999), Bratislava, 2000 (slowakisch)
- A History of Slovak Music: From the Earliest Times to the Present, VEDA, 2003 (in englischer Übersetzung von Martin Styan)

## Musik (Auswahl)

### Ballett
- Čertoviny (Teufeleien). Tanzmärchen für Kinder in sechs Bildern nach einem Volksmärchen in der Fassung von Pavol Dobšinský (1991)[3]

### Solostimmen, Chor und Orchester
- Banická kantátá (Bergbau-Kantate) für Mezzosopran, Bariton, gemischten Chor und Orchester (1955)
- Stretnúť človeka (Einen Mann zu treffen). Vokalsinfonie nach Worten von Ján Kostra für Mezzosopran, Bariton, gemischten Chor und Orchester (1984)

### Chor und Orchester
- Svadobné spevy z Horehronia (Hochzeitslieder aus der Horehronie-Region) für gemischten Chor und Orchester (1957/1958)
- Vier slowakische Volkslieder für gemischten Chor und Orchester (1959)

### Orchesterwerke
- Sinfonisches Triptychon op. 2 (1956)
- Epitaph op. 3 (1957)
- Horehronský tanec (Tanz aus Horehonie) (1959)
- Concertino für Blas- und Schlaginstrumente (1971)
- Sinfonie Nr. 2 (1986)

### Streichorchester
- Malá serenáda (Kleine Serenade) (1958)
- Bagatellen (1959)
- Planctus (1968)
- Matici slovenskej (1987)
- In memoriam (1999)

### Soloinstrument und Orchester
- Hudba (Musik) für Violine und Orchester (1977)
- Konzert für Orgel und Orchester (1983/1984)

### Kammermusik
- Hudba (Musik) für Streichquartett „an Béla Bartók“ (1969)
- Spievajúce srdce (Singendes Herz) für Streichsextett op. 4 (1960)
- Streichquartett Nr. 2 „pamiatke S. S. Prokofieva“ (dem Gedächtnis Sergej Prokofjews) (1972)
- Streichquartett Nr. 3 „In memoriam D. D. Schostakowitsch“ (1977)
- Poetická hudba (Poetische Musik) für Bläserquintett (1983)
- Sonata a tre für Klarinette, Vibraphon und Klavier (1985)

### Klavier solo
- Ciaconna a fúga (1953)
- Fantasie (1958)
- Sonatine (1978)
- Lyrická hudba (Lyrische Musik) (1979)
- Matici slovenskej (1987)

### Diverse Instrumente solo
- Sonatine für Violine (1968)
- Konzertsonate für Violine (1974)
- Kadenz für Violine (1974)
- Sonate für Violine (1975)
- Poetická hudba (Poetische Musik) für Orgel (1983)
- Kadenz Nr. 2 für Violine (1997)
- Fantasie für Flöte (2005)

### Chor a cappella oder mit Instrumenten
- Metamorfózy krás (Metamorphosen der Schönheit) nach Ján Smrek für gemischten Chor und Violine solo (1964)
- Zvony (Glocken) nach Milan Rúfus für gemischten Chor a cappella (1969)
- Je ticho už (Es ist schon ruhig) nach Milan Rúfus für gemischten Chor a cappella (1972)
- Slovenské partizánske ľudové piesne (Slowakische Partisanen-Volkslieder) für Männerchor a cappella (1973)
- Prvomájová (Maifeiertag) nach Vladimír Reisel für Frauenchor a cappella (1974)
- Šesť básní lásky! (Sieben Liebesgedichte) nach Vladimír Reisel für gemischten Chor a cappella (1975)
- Hymnus času (Hymnus der Zeit) nach Ján Kostra für Männerchor a cappella (1980)
- Dobrý deň! (Guten Tag!). Chorzyklus nach Gedichten von Ladislav Novomeský für gemischten Chor a cappella (1980, rev. 1984)
- Tararam für Kinderchor a cappella (1980)
- Súčasníkom (Den Menschen unserer Zeit) nach Tadeusz Różewicz, Jewgeni Jewtuschenko und Ján Stacho für drei Männerchöre a cappella
- Z knihy žalmov (Aus dem Buch der Psalmen) nach Bibeltexten für Männerchor Chor a cappella (1996)

### Gesangsstimme und Instrument(e)
- Zbojníkova žena (Die Räubersfrau) für Gesang, Harfe und Klarinette (1965)

Zudem eine Vielzahl an weiteren Chorsätzen, Musik für Dokumentarfilme, Instrumental- und Vokalwerken für den Unterricht sowie Volksmusikarrangements

## CD-Diskographie (Auswahl)
- Planctus – Slowakisches Kammerorchester, Dirigent: Bohdan Warchal – Musica Slovaca (Slowakischer Musikfonds, 1992)
- Orgelkonzert – Ferdinand Klinda (Orgel), Sinfonieorchester des Slowakischen Rundfunks, Dirigent: Ondrej Lenárd – auf Organ Compositions – Ladislav Burlas, Eugen Suchoň (Opus, 1996)
- Sonate für Violine solo – Dalibor Karvay (Violine) – auf Dalibor Karvay (Opus, 1996)
- Padá lístie zlaté – Kinderchor Bratislava, Leitung: Ondrej Šaray – auf Bratislavský Detský Zbor (Discant, 2000)
- Svadobné spevy z Horehronia – Lúčnica Chor, Leitung: Miroslav Šmíd – auf The Best of Lúčnica Chorus (Musica, 2006)
- Metamorfózy krás – Peter Michalica (Violine), Lúčnica Chor, Leitung: Štefan Klimo – auf Dr. Štefan Klimo: Za tou mojou milou (Ol Trade, 2009)
- Kadenz, Sonatine, Kadenz Nr. 2, Sonate, Konzertsonate – Milan Paľa (Violine) – auf „Violin Solo 1 – Milan Paľa“ (Pavlík Records, CD 2010)[5]
- Sonate für Violine solo – Koji Morishita (Violine) – Koji Morishita und Shin-ich Fukuda: Suite Buenos Aires (Meister Music, 2012)
- Streichquartett Nr. 3 – Moyzes Quartett – auf Moyzes Quartett: Streichquartette (Slowakischer Musikfonds, 2015)[6]
- Kadenz für Violine solo – Dalibor Karvay (Violine) – auf Dalibor Karvay: Souvenirs (Slowakisches Musikzentrum, 2017)